# Gary Correa
Pour les articles homonymes, voir Correa (homonymie).
Gary Jeamsen Correa Gogin, né le 23 mai 1990 à Lima (Pérou), est un footballeur péruvien jouant au poste de milieu de terrain.

## Biographie
Formé à l'Universitario de Deportes, Gary Correa y fait ses debuts comme joueur professionnel le 8 avril 2007 face au Cienciano del Cusco. Il remporte le championnat du Pérou avec l'Universitario en 2009. 
Il poursuit sa carrière au Juan Aurich entre 2009 et 2010 où il dispute la Copa Libertadores 2010 (un match), avant de rejoindre l'Inti Gas (aujourd'hui Ayacucho FC) en 2012. Il y dispute la Copa Sudamericana 2012 (deux matchs). Transféré au Cienciano del Cusco en 2013, il marque 13 buts en 38 matchs en 2014 et signe la saison la plus prolifique de sa carrière.
Entre 2015 et 2018, il joue successivement au Real Garcilaso (aujourd'hui Cusco FC), Comerciantes Unidos et Universidad San Martín de Porres, avant de revenir en 2019 à l'Universitario de Deportes. Prêté en 2020 à l'Atlético Grau, il y remporte la Supercoupe du Pérou et dispute la Copa Sudamericana 2020 (un match). En 2022, il revient au Juan Aurich (en 2e division péruvienne). 
Même s'il n'a jamais disputé de rencontres avec l'équipe du Pérou, Correa dispute avec les U17 la Coupe du monde des moins de 17 ans 2007 en Corée du Sud où son pays se hisse en quarts de finale.

## Palmarès
| Universitario de Deportes - Championnat du Pérou (1) : - Champion : 2009. - Tournoi d'ouverture (1) : - Vainqueur : 2008-A. |  | Atlético Grau - Supercoupe du Pérou (1) : - Vainqueur : 2020. |